# Chmod

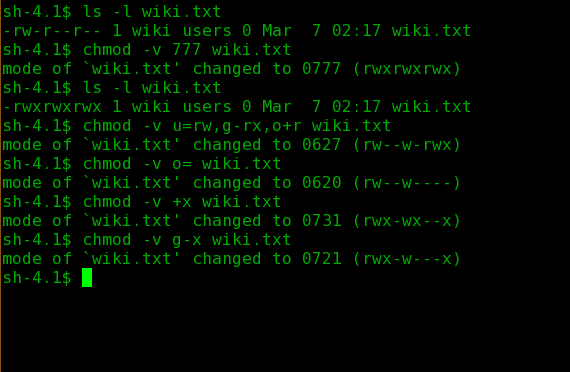
Capture de tela do comando chmod

Em sistemas operacionais do tipo Unix, o chmod (abreviação de change mode, em português: alterar modo) é o comando e a chamada de sistema que pode alterar permissões de acesso de objetos do sistema (arquivos e diretórios) e sinalizações (flags) de modo especial. A requisição é filtrada pelo umask.

## História
Um comando chmod apareceu pela primeira vez na versão 1 do Unix da AT&T.
À medida que os sistemas cresciam em número e tipos de usuários, listas de controle de acesso eram adicionadas a muitos sistemas de arquivos, além desses modos mais básicos para aumentar a flexibilidade.

## Sintaxe do comando
```
$
 
chmod
 
[
opções
]
 
modo
[
,modo
]
 
arquivo1
 
[
arquivo2
 
...
]

```

Opções implementadas frequentemente incluem:
- -R recursive, isto é, inclui objetos e subdiretórios
- -f force, segue em frente com todos os objetos, mesmo que ocorram erros
- -v verbose, exibe todos os objetos processados

Se uma ligação simbólica for especificada, o objeto alvo é afetado. Os modos de arquivo diretamente associados às ligações simbólicas em si normalmente nunca são usados.
Para visualizar o modo do arquivo, os comandos ls ou stat podem ser usados:
```
$ 
ls
 
-l
 
encontrarNumerosDeTelefone.sh

-rwxr-xr--  1 tneves  equipe  823 Dec 16 15:03 encontrarNumerosDeTelefone.sh

$ 
stat
 
-c
 
%a
 
encontrarNumerosDeTelefone.sh

754

```

O r, w e x especificam o acesso de leitura, gravação e execução, respectivamente. O primeiro caractere da exibição do ls indica o tipo de objeto. Um hífen representa um arquivo simples. Esse script pode ser lido, gravado e executado pelo proprietário, lido e executado por outros membros do grupo da equipe e também pode ser lido por outras pessoas.

### Modo octal
Um octal é um número escrito sob a base 8, ou seja, usa 8 símbolos diferentes para ser representado, geralmente, os algarismos arábicos de 0 a 7. O chmod usa um número octal de 3 algarismos como parâmetro para realizar sua função.
Por meio do exemplo a seguir, pode-se identificar as partes principais das permissões chmod.
```
Exemplo: drwxrwx---
```

À direita do "d":
- Os três caracteres da esquerda rwx definem permissões do PROPRIETÁRIO.
- Os três caracteres do meio rwx definem permissões do GRUPO.
- Os três caracteres da direita --- definem permissões de TODOS OS OUTROS. Neste exemplo, TODOS OS OUTROS não possuem permissões.

#### Permissões numéricas
O formato numérico do chmod aceita até quatro dígitos octais. Os três dígitos mais à esquerda referem-se às permissões para o proprietário, grupo e outros usuários do arquivo, respectivamente. O primeiro dígito  opcional, quando são fornecidos 4 dígitos, especifica os sinalizadores (flags) especiais setuid, setgid e sticky.
Cada dígito dos três dígitos mais à direita representa um valor binário, cujos bits controlam a leitura, gravação e execução, respectivamente, onde 1 significa permitir e 0 significa não. Isso é semelhante à notação octal, mas representada em números decimais.
| # | Permissão                   | rwx | Binário |
| - | --------------------------- | --- | ------- |
| 7 | leitura, escrita e execução | rwx | 111     |
| 6 | leitura e escrita           | rw- | 110     |
| 5 | leitura e execução          | r-x | 101     |
| 4 | apenas leitura              | r-- | 100     |
| 3 | escrita e execução          | -wx | 011     |
| 2 | apenas escrita              | -w- | 010     |
| 1 | apenas execução             | --x | 001     |
| 0 | nenhum                      | --- | 000     |

Cada grupo de 3 algarismos binários representa um dos níveis entre usuário (u), grupo (g) e outros (o), e cada um dos 3 algarismos ou bits de cada grupo representa um tipo de permissão entre leitura (r), do Inglês 'read', gravação (w), do Inglês 'write' e execução (x), do Inglês 'execute', onde um '1' indica permissão cedida e um '0', permissão negada.
Por exemplo, 754 permitiria:
- ler, escrever e executar para o PROPRIETÁRIO, uma vez que o valor binário de 7 é 111, significando que todos os bits estão ativados;
- ler e executar  para o GRUPO, uma vez que o valor binário de 5 é 101, significando que leitura e execução estão ativados, porém escrita está desativado;
- apenas ler para TODOS OS OUTROS, uma vez que o valor binário de 4 é 100, significando que apenas o bit de leitura está ativado.

#### Exemplos de permissões numéricas
```
$
 
chmod
 
750
 
arquivo.txt

```

No exemplo o número 750 está escrito na forma octal. Sua forma binária seria 111101000. O 7 é a forma octal do binário '111' e representa todas as permissões (leitura, escrita e execução) para o proprietário (user) do arquivo 'arquivo.txt'. O 5 é a forma octal do binário 101 e representa as permissões de leitura e execução para o grupo, e por fim, 0 representa a negação de todas as permissões para outros.
```
    Nível  u   g   o
Permissão rwx r-x ---
  Binário 111 101 000
    Octal  7   5   0
```

```
Para
 
arquivos
 
(
-
)

rwx
 

000
  
0
  
(
zero
)
 
permissão
 
negada

001
  
1
   
permissão
 
de
 
execução

010
  
2
   
permissão
 
de
 
gravação

011
  
3
   
permissão
 
de
 
gravação
 
e
 
execução

100
  
4
   
permissão
 
de
 
leitura

101
  
5
   
permissão
 
de
 
leitura
 
e
 
execução

110
  
6
   
permissão
 
de
 
leitura
 
e
 
gravação

111
  
7
   
soma
 
de
 
todas
 
as
 
permissões

```

```
Para
 
diretórios
 
(
d
)

rwx

000
  
0
  
(
zero
)
 
permissão
 
negada

001
  
1
   
permissão
 
para
 
entrar
 
no
 
diretório

010
  
2
   
permissão
 
para
 
gravar
 
dentro
 
do
 
diretório

011
  
3
   
permissão
 
de
 
entrar
 
e
 
gravar
 
no
 
diretório

100
  
4
   
permissão
 
para
 
listar
 
o
 
conteúdo
 
do
 
diretório

101
  
5
   
permissão
 
de
 
listar
 
e
 
entrar
 
no
 
diretório

110
  
6
   
permissão
 
de
 
listar
 
e
 
gravar
 
no
 
diretório

111
  
7
   
soma
 
de
 
todas
 
as
 
permissões

```

Há uma maneira prática de converter números binários para octais. Basta somar os valores relativos dos algarismos. Exemplo: sabendo que os valores absolutos de cada algarismo em 111 são respectivamente 4, 2 e 1, somados dão o resultado 7. Já em 000, dão o resultado 0.

### Modos simbólicos
É possível e mais humano prescindir do modo octal. Quando a modificação se fizer sobre o grupo, por exemplo, faremos assim para adicionar a permissão de escrita:
```
$
 
chmod
 
g+w
 
arquivo.txt

```

Dessa forma o grupo a que pertence este arquivo passa a ter permissão de gravação no mesmo. É possível mudar várias permissões para o mesmo ficheiro. Por exemplo:
```
$
 
chmod
 
o+rw
 
envel.ficheiro

```

Atribui a outros, de uma vez, as permissões de leitura e escrita sobre o ficheiro envel.ficheiro. De forma semelhante é possível mudar permissões de uma só vez para diversas classes de utilizador:
```
$
 
chmod
 
ugo-rwx
 
envel.ficheiro

```

Retira todas as permissões, a todas as classes de utilizador, relativamente ao ficheiro envel.ficheiro.

### Modos especiais
O comando chmod também é capaz de alterar as permissões adicionais ou modos especiais de um arquivo ou diretório. Os modos simbólicos usam 's' para representar os modos setuid e setgid, e 't' para representar o modo sticky. Os modos são aplicados apenas às classes apropriadas, independentemente se outras classes são ou não especificadas.
A maioria dos sistemas operacionais suportam a especificação de modos especiais usando modos octais, mas alguns não. Nesses sistemas, apenas os modos simbólicos podem ser usados.

## Opções
Algumas opções extras estão disponíveis para o chmod se adicionarmos os seguintes parâmetros
```
-c, --changes             igual verbose, mas reporta apenas quando uma mudança é feita
    --no-preserve-root    não trata '/' especialmente (padrão)
    --preserve-root       falha ao operar recursivamente em '/'
-f, --silent, --quiet     suprimir a maior parte das mensagens de erro
-v, --verbose             mostrar um diagnóstico para cada arquivo processado
    --reference=ARQR      usa modo do arquivo ARQR em vez dos valores de MODO
-R, --recursive           muda arquivos e diretórios recursivamente
    --help                exibe esta ajuda e sai
    --version             mostra informação de versão e sai
```

As permissões em vigor podem ser conhecidas com o comando ls. Ex:
```
$
 
ls
 
-l

```

Outros comandos relacionados com o chmod são chown, que muda o dono de arquivos e pastas (ficheiros), e chgrp, que muda o grupo a que pertence o ficheiro.